# Staff Ridge
Der Staff Ridge ist ein Gebirgskamm im ostantarktischen Viktorialand. In den Quartermain Mountains ragt er im Gebiet um den Knobhead auf.
Ein neuseeländisches Vermessungsteam des Department of Survey and Land Information benannte ihn nach 1992 nach einer von ihm benutzen Nivellierlatte (englisch level staff).